# Alexander Viveros
Alexander Viveros (Cali, 8 agosto 1977) è un ex calciatore colombiano, di ruolo centrocampista.

## Palmarès

### Club

#### Competizioni nazionali
- Campionato colombiano: 1

Deportivo Cali: 1998
- Coppa del Brasile: 1

Cruzeiro: 2000

#### Competizioni statali
- Copa Sul-Minas: 1

Cruzeiro: 2002